# Mimosa iperoensis
Mimosa iperoensis är en ärtväxtart som beskrevs av Frederico Carlos Hoehne. Mimosa iperoensis ingår i släktet mimosor, och familjen ärtväxter. Inga underarter finns listade i Catalogue of Life.